# Die stolze Hildegard oder Asprian mit dem Zauberspiegel
Die stolze Hildegard oder Asprian mit dem Zauberspiegel ist ein von Franz Graf von Pocci verfasstes Drama in drei Aufzügen. Es erschien 1869.

## Handlung

### 1. Aufzug
Hans von Elend, ein selbst ernannter „fahrender Ritter“ (wobei sein Knappe Kasperl stets kommentiert, dass er weder fährt noch reitet) will zum Schloß der schönen Hildegardis, Tochter von Ritter Kuno von Hoheneck, in die er sich verliebt hat. In ihrem Stolz hat Hildegardis jedoch gar nicht die Absicht, sich zu verheiraten und stellt stattdessen allen Freiern die tödliche Aufgabe, ihr den magischen Spiegel des Riesen und Köhlers Asprian zu bringen, mit dem man die Wahrheit sehen kann. Ihr Vater Kuno ist überzeugt, dass seine Tochter durch den Blick in den Spiegel endlich ihren Stolz überwinden würde. Asprian’s Mutter, die Hexe Wiltrud, hofft, dass irgendwann kein Freier mehr übrig ist und sie Hildegardis zwingen kann, Asprian selbst zu heiraten. Nachdem Hans und Kasperl die Hexe umständlich nach dem Weg gefragt haben und an der Burg ankommen, begegnet Hans sowohl der schönen Hildegardis, welche sich sofort in ihn verliebt, als auch seinen Konkurrenten, den Rittern Albert von Waldeck und Georg von Felsenau. Die drei Ritter loosen mithilfe eines Bechers mit einer schwarzen und weißen Kugel aus, in welcher Reihenfolge sie Asprian angreifen, sodass, sollte einer von ihnen sterben, der nächste Ritter seine Chance bekommt, Asprian zu besiegen. Kasperl, der alles mitgehört hat, beschließt, während des Kampfes den Spiegel zu stehlen, da er selbst das Burgfräulein heiraten will.

### 2. Aufzug
Wiltrud warnt ihren Sohn vor den Angreifern, doch dieser ist überzeugt, sie besiegen zu können, und schickt die Hexe fort. Nacheinander erschlägt er Albert und Georg und wirft ihre Leichen ins Feuer; Hans von Elend aber kann ihn töten und köpfen. Zur gleichen Zeit ist auch Kasperl in der Höhle des Riesen angelangt und stiehlt den Spiegel. Auf Burg Hoheneck erscheint nun Wiltrud und versucht, Hildegardis für Asprian zu gewinnen, da sie ihr als Mitgift einen Schatz geben würde, den sie vom Sarazenenhäuptling Abdul habe. Hildegardis wehrt sie ab, weil ihr klar geworden ist, dass sie nur Hans von Elend liebt. Kasperl, der in Verkleidung eingetroffen ist, gibt sich als spanischer Ritter namens Don Casperlo von Guadarrama-Sierra-Morena-Granada-Salami aus. Er behauptet, der Bezwinger von Asprian zu sein und überreicht als Beweis den Zauberspiegel. Obwohl Hildegardis darin sehen kann, dass Asprian tot ist, will sie ihn nicht heiraten, da sie noch auf Hans’ Rückkehr hofft, muss sich aber ihrem Versprechen fügen.

### 3. Aufzug
In der Nacht wird Kasperl von Wiltrud heimgesucht, die über den Tod ihres Sohnes erzürnt ist und an ihm zuerst ihre Wut auslässt, bevor sie sich mit Kasperl verbündet. Sie erklärt ihm ihren Plan: Bis Mittag muss er Hildegardis heiraten, denn um Mittag verfällt der Zauber, mit dem Wiltrud Hans durch Täuschungen im Wald gefangen hält. So hätte Kasperl sein Ziel, Hildegardis zu heiraten, erreicht, und Wildtrud hätte ihre Rache am Mörder ihres Sohnes, da dieser zwar Asprian getötet, aber nicht Hildegardis zur Frau bekommen hätte. Am nächsten Tag soll Hochzeit gehalten werden, wobei Hildegardis immer noch auf Hans hofft, während Kasperl behauptet, alle anderen Ritter seien tot. Da kommt Hans von Elend früher als von Kasperl und Wiltrud erwartet, da ihm ein Bauer den Weg aus dem Wald gezeigt hat. Er fordert den angeblichen Ritter zum Duell, was Kasperl aber falsch versteht. Um zu beweisen, dass er Asprian getötet hat, zeigt Hans den Leuten den abgeschlagenen Kopf des Riesen, welcher zu sprechen beginnt und bestätigt, tatsächlich von Hans getötet worden zu sein. Kasperl, dessen Plan gescheitert ist, gibt sich nun zu erkennen. Er soll erst bestraft werden, aber Hildegardis verkündet, dass ihm verziehen sei. Zuletzt erscheint noch Wiltrud, die behauptet, dass ihr Hexenhaus verbrannt sei und sie nun nie mehr zurückkehren würde, bevor sie mit Asprian’s Kopf wieder verschwindet.